# Carlo Del Pezzo
Carlo Del Pezzo (28 dicembre 1843 – 24 novembre 1899) è stato un politico italiano, sindaco di Napoli da gennaio 1894 a febbraio 1895.
Carlo del Pezzo era figlio di Pasquale (1809-1884), 6º Duca di Caianello e 4º Marchese di Campodisola e di Maria Beatrice Caracciolo (1812-1872), fratello di Gaetano e zio di Pasquale Del Pezzo.
È stato sindaco di Napoli dal 26 gennaio 1894 al 17 febbraio 1895.

## Opere
- La custodia francescana di Terra Santa, Napoli, Tipografia Editrice Degli Accattoncelli S. Raffaele a Mater-Dei, 1893.